# Blonder Engel
Der Blonde Engel (bürgerlicher Name Felix Schobesberger, * 26. November 1988 in Linz) ist ein österreichischer Singer-Songwriter und Kabarettist.

## Wirken
Felix Schobesbergers Projekt Blonder Engel wurde 2007 gestartet und stellt eine Mischung aus Musikprogramm, Kabarett und Improvisation dar. Durch einen YouTube-Hit („What else?“) und Auftritten beim FM4-Protestsongcontest, in der Großen Comedy Chance (ORF) und anderen TV-Programmen wurde das Projekt einer breiteren Öffentlichkeit bekannt.
Es folgten Auftritte im gesamten deutschen Sprachraum. Seit 2010 ist er auch mit seiner Begleitband, der Hedwig Haselrieder Kombo auf Touren unterwegs.
2017 wurde das zehnjährige Bühnenjubiläum mit einem Jubiläumsalbum gefeiert.

### Künstlerischer Stil
Als Blonder Engel tritt Felix Schobesberger barbrüstig auf, in Kombination mit goldenen Leggins und Engelsflügeln. Die Programme umfassen ausschließlich Eigenkompositionen (im Unterschied zum Musikkabarett keine Kontrafakturen) mit in oberösterreichischer Mundart gehaltenen, mit Wortspielereien, Schachtelsätzen und skurrilen Reimen versehenen, pointierten Texte, die oftmals in hoher Geschwindigkeit vorgetragen werden.
Themen seiner Lieder sind neben den typischen Singer-Songwriter-Themen auch „Nerd-Themen“, wie Name Of Thrones (Game of Thrones), Eckerte Augn (Nintendo), Trigger am Stack (Magic the Gathering) und V (Star Wars).
Seit dem Album 'Lieder die lustig sind und macnhmal ein bisserl traurig, aber das ist okay' behandelt Schobesberger auch ernstere und, wie im Titel angesprochen, traurigere Themen, wie in Ginkobam und ...Maunche Liada singst fia di.

## Veröffentlichungen
- Lieder die lustig sind und manchmal ein bisschen traurig aber das ist okay (LDLSUMEBTADIO) (CD/Vinyl 2023)
- Codex Angeli (CD/Vinyl 2020)
- Das Blonde Album (CD, 2017)
- Unfrisiert (CD, 2016)
- Das halbe Album (CD, 2015)
- Band ohne Message (CD, 2014)
- Ein Abend mit Zorro Delgado Sanchez (DVD, 2013)
- Sympathy for the Angel (CD, 2012)
- Der Retter ist nah (CD, 2011)

## Auszeichnungen
- Finalist Goldener Kleinkunstnagel 2010[11]
- Finalist Schmähtterling 2010[12]
- Finalist Schweiger Kleinkunstpreis 2011[13]
- Finalist Protestsongcontest 2011[14]
- Finalist Freistädter Frischling 2012[15]
- Finalist Große Comedy Chance im ORF 2012
- Gewinner Münchner Kabarett Kaktus 2013[16]
- Mittleres Passauer Scharfrichterbeil 2013[17]
- Mostdipf-Preis der OÖN 2016